# Denver Broncos 2003
La stagione 2003 dei Denver Broncos è stata la 34ª della franchigia nella National Football League, la 44ª complessiva e la 10ª con Mike Shanahan come capo-allenatore.
Dopo l'addio del quarterback Brian Griese, che firmò con l'ex squadra del padre, i Dolphins, i Broncos acquisirono Jake Plummer, che aveva faticato nelle ultime stagioni con Arizona. Dopo due anni mediocrità, i Broncos si ripresero terminando con un record di 10-6. La stagione si chiuse con una sconfitta per 41-10 contro gli Indianapolis Colts nel turno delle Wild card. A fine anno, Clinton Portis fu scambiato con i Washington Redskins e Shannon Sharpe e Ed McCaffrey si ritirarono.

## Scelte nel Draft 2003
| Scelte dei Broncos nel Draft 2003 |                 |    |              |                              |
| 20                                | George Foster   | OT | Georgia      |                              |
| 51                                | Terry Pierce    | LB | Kansas State |                              |
| 108                               | Quentin Griffin | RB | Oklahoma     | Da Carolina                  |
| 114                               | Nick Eason      | DT | Clemson      |                              |
| 128                               | Bryant McNeal   | DE | Clemson      | Da Green Bay via New England |
| 157                               | Ben Claxton     | C  | Ole Miss     | Da New England               |
| 158                               | Adrian Madise   | WR | TCU          |                              |
| 194                               | Aaron Hunt      | DE | Texas Tech   |                              |
| 227                               | Clint Mitchell  | DE | Florida      | Da Carolina                  |
| 235                               | Ahmaad Galloway | RB | Alabama      |                              |

## Calendario
| Turno | Data               | Avversario            | Risultato          | Pubblico           |
| ----- | ------------------ | --------------------- | ------------------ | ------------------ |
| 1     | 7/9/2003           | at Cincinnati Bengals | V 30–10            | 63,820             |
| 2     | 14/9/2003          | at San Diego Chargers | V 37–13            | 65,445             |
| 3     | 22/9/2003          | Oakland Raiders       | V 31–10            | 76,753             |
| 4     | 28/9/2003          | Detroit Lions         | V 20–16            | 75,719             |
| 5     | 5/10/2003          | at Kansas City Chiefs | S 24–23            | 78,903             |
| 6     | 12/10/2003         | Pittsburgh Steelers   | V 17–14            | 75,974             |
| 7     | 19/10/2003         | at Minnesota Vikings  | S 28–20            | 64,381             |
| 8     | 26/10/2003         | at Baltimore Ravens   | S 26–6             | 69,721             |
| 9     | 3/11/2003          | New England Patriots  | S 30–26            | 76,203             |
| 10    | Settimana di pausa | Settimana di pausa    | Settimana di pausa | Settimana di pausa |
| 11    | 16/11/2003         | San Diego Chargers    | V 37–8             | 75,217             |
| 12    | 23/11/2003         | Chicago Bears         | S 19–10            | 75,540             |
| 13    | 30/11/2003         | at Oakland Raiders    | V 22–8             | 57,201             |
| 14    | 7/12/2003          | Kansas City Chiefs    | V 45–27            | 76,403             |
| 15    | 14/12/2003         | Cleveland Browns      | V 23–20            | 75,358             |
| 16    | 21/12/2003         | at Indianapolis Colts | V 31–17            | 57,149             |
| 17    | 28/12/2003         | at Green Bay Packers  | S 31–3             | 70,299             |

## Classifiche
| AFC West               | AFC West | AFC West | AFC West | AFC West | AFC West | AFC West | AFC West | AFC West | AFC West |
|                        | V        | S        | P        | %        | DIV      | CONF     | PF       | PS       | Str.     |
| ---------------------- | -------- | -------- | -------- | -------- | -------- | -------- | -------- | -------- | -------- |
| (2) Kansas City Chiefs | 13       | 3        | 0        | .813     | 5–1      | 10–2     | 484      | 332      | V1       |
| (6) Denver Broncos     | 10       | 6        | 0        | .625     | 5–1      | 9–3      | 381      | 301      | S1       |
| Oakland Raiders        | 4        | 12       | 0        | .250     | 1–5      | 3–9      | 270      | 379      | S2       |
| San Diego Chargers     | 4        | 12       | 0        | .250     | 1–5      | 2–10     | 313      | 441      | V1       |